# Kolonka
Kolonka è una frazione polacca del voivodato della Masovia. Dal 1945 al 1975 è appartenuta al voivodato di Kielce, poi è passata al voivodato di Radom fino al 1998.

## Galleria d'immagini

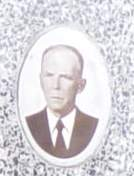
Stanisław Siczek
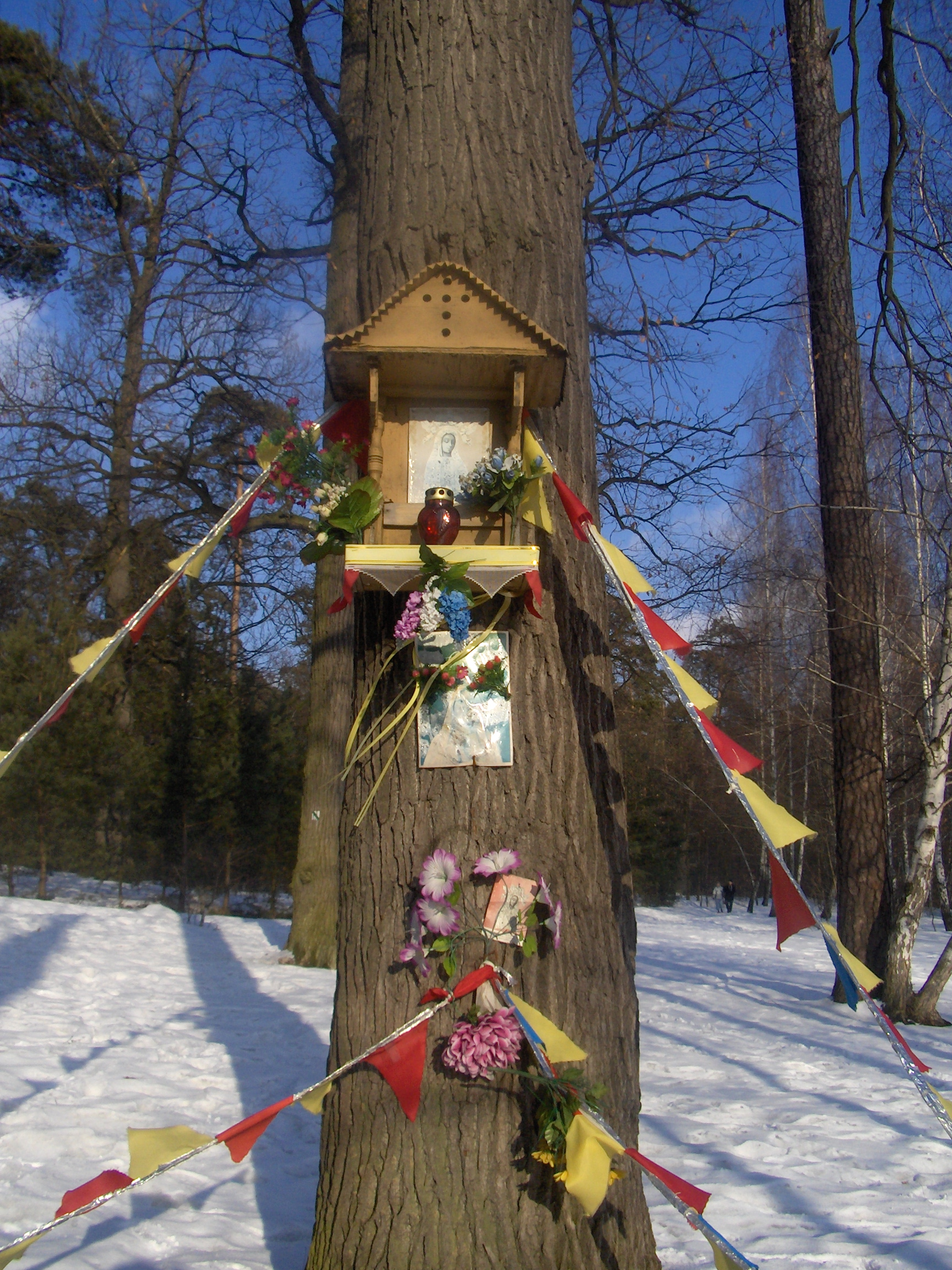
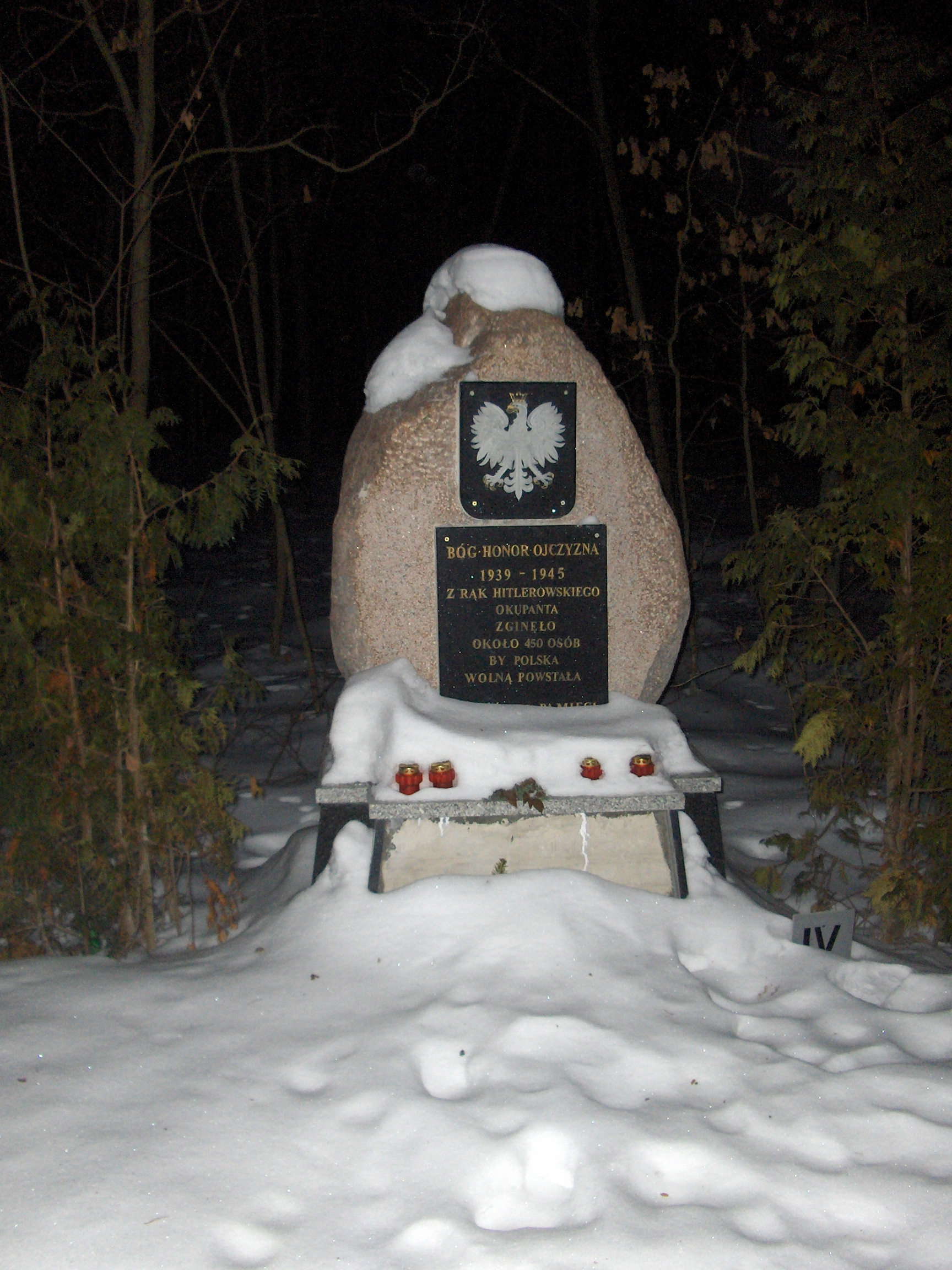
Monumento
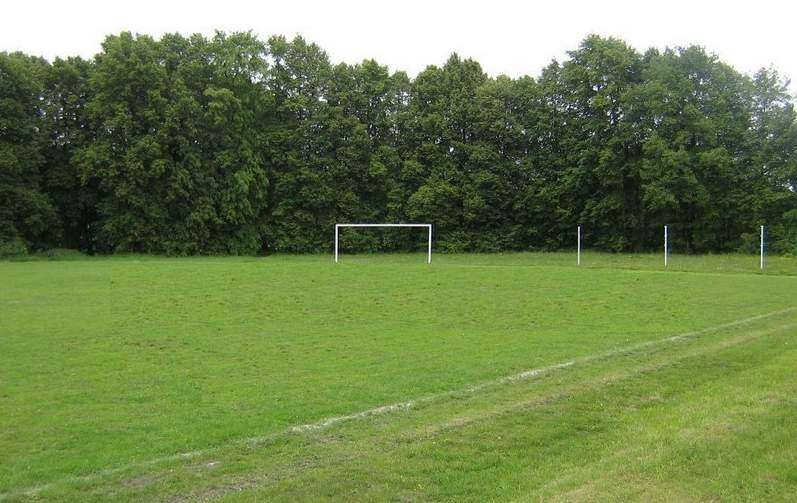
Stadio